# سفينة المستشفى السوفيتية أرمينيا
سفينة المستشفى السوفيتية أرمينيا هي كانت سفينة مستشفى وسفينة نقل تابعة لالاتحاد السوفيتي. خلال الحرب العالمية الثانية كانت تنقل الجنود الجرحى والبضائع العسكرية. غرفت السفية في 7 نوفمبر 1941 بعد أن قصفتها طائرة هاينكل إتش إي 111 تابعة للقوات الجوية النازية، غرق ما يقرب من 5،000 إلى 7،000 شخص ما بين مدني وعسكري.